# Kongopapagei

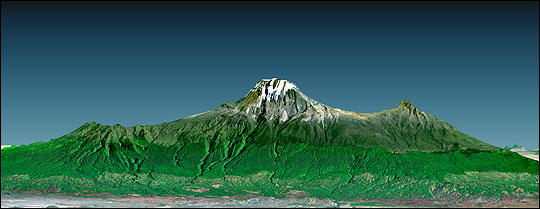
Am Mount Kilimandscharo sind Kongopapageien so stark für den Export gefangen worden, dass sie dort nicht mehr vorkommen

Der Kongopapagei (Poicephalus gulielmi), auch Grüner Kongopapagei, Rotstirnpapagei, Jardines Kongopapagei oder Gulielmis Rotstirnpapagei genannt, ist eine Art aus der Gattung der Langflügelpapageien. Gemeinsam mit den anderen Arten dieser Gattung sowie dem Graupapagei, den Unzertrennlichen, dem Halsbandsittich und den auf Madagaskar endemischen Vasapapageien zählt diese Art zu den typischen Papageienarten der Afrotropis.

## Verbreitungsgebiet und Lebensraum
Sein Verbreitungsgebiet ist Zentralafrika. Er kommt dort von Kamerun und der Zentralafrikanischen Republik bis zum nördlichen Angola, Kenia und dem nördlichen Tansania vor. In ihrem großen Verbreitungsgebiet kommen Kongopapageien unterschiedlich häufig vor. Im Westen ihres Verbreitungsgebietes sind Kongopapageien seltener als im zentralen und östlichen Teil ihres Verbreitungsgebietes. Ihr bevorzugter Lebensraum sind Primärwälder, die sie in unterschiedlichen Höhen besiedeln. Sie kommen bis in Höhenlagen von 3500 Meter vor und besiedeln beziehungsweise besiedelten die Berghänge des Kilimandscharos, des Mount Elgon und Mount Kenia; sie sind aber auch in den tropischen Tieflandregenwäldern in Ghana, Liberia und der Elfenbeinküste zu finden.

## Erscheinungsbild
Kongopapageien zählen gemeinsam mit dem Kappapagei und dem Graukopfpapagei zu den großen Arten innerhalb der Gattung der Langflügelpapageien.
Kongopapageien haben an der Körperoberseite schwarze Federn mit einem breiten, kräftig dunkelgrünen Federsaum. Die Kopffedern sind schwarz mit grünen Rändern. Scheitel und Flügelbug sowie die Schenkel sind orange. Auf der Körperunterseite weist der Kongopapagei satt grüne Federn auf, die ein schwärzliches Federzentrum haben. Die Schwungfedern sowie der Schwanz sind schwarz. Der Unterschnabel ist durchgängig schwarz. Der Oberschnabel ist dagegen bis zur Schnabelmitte hornfarben und erst an seiner Schnabelspitze dunkelgrau. Die Iris ist rötlich braun. Die Augen sind von einem auffällig weißen Hautring umgeben.

## Kongopapageien und Mensch
Nach den gleichfalls zu den Langflügelpapageien zählenden Mohrenkopfpapageien zählen Kongopapageien zu den am häufigsten exportierten Arten der Langflügelpapageien. Am Mount Kilimandscharo führten Fangaktionen dazu, dass die Art dort wahrscheinlich ausgestorben ist. Die ersten Nachzuchten in Gefangenschaft gelangen 1978. Nicht alle in Gefangenschaft gehaltenen Vögel werden sehr zahm. Wie alle anderen Papageienarten sollten Kongopapageien nur in Volieren und nur paarweise gehalten werden.

## Die systematische Stellung innerhalb der GattungPoicephalus
Das folgende Kladogramm zeigt die Gattung Poicephalus mit ihren jeweiligen Verwandtschaftsgraden. Es fehlt der Niamniampapagei (Poicephalus crassus), dessen Artstatus umstritten ist. Verwandtschaftlich steht der Kappapagei insbesondere dem Kongopapagei und dem Gelbkopfpapagei nahe. In Größe, Gefiederfärbung und Verhalten bestehen zwischen diesen drei Arten große Ähnlichkeit.
| N.N.                    | \| \| Poicephalus gulielmi \| \| \| \| \| \| Poicephalus robustus \| \| \| \| \| \| Poicephalus fuscicollis \| \| Vorlage:Klade/Wartung/3 \| \| |
|                         | \| \| Poicephalus gulielmi \| \| \| \| \| \| Poicephalus robustus \| \| \| \| \| \| Poicephalus fuscicollis \| \| Vorlage:Klade/Wartung/3 \| \| |
|                         | Poicepalus flavifrons |
|                         | |
|                         | Poicephalus gulielmi |
|                         | |
|                         | Poicephalus robustus |
|                         | |
|                         | Poicephalus fuscicollis |
| Vorlage:Klade/Wartung/3 | |

|                         | Poicephalus gulielmi    |
|                         |                         |
|                         | Poicephalus robustus    |
|                         |                         |
|                         | Poicephalus fuscicollis |
| Vorlage:Klade/Wartung/3 |                         |

|  | Poicephalus senegalus   |
|  |                         |
|  | Poicephalus rufiventris |
|  |                         |

|                         | Poicephalus cryptoxanthus |
|                         |                           |
|                         | Poicephalus meyeri        |
|                         |                           |
|                         | Poicephalus rüppellii     |
| Vorlage:Klade/Wartung/3 |                           |

|  | Poicephalus senegalus   |
|  |                         |
|  | Poicephalus rufiventris |
|  |                         |

|                         | Poicephalus cryptoxanthus |
|                         |                           |
|                         | Poicephalus meyeri        |
|                         |                           |
|                         | Poicephalus rüppellii     |
| Vorlage:Klade/Wartung/3 |                           |

| N.N.                    | \| \| Poicephalus gulielmi \| \| \| \| \| \| Poicephalus robustus \| \| \| \| \| \| Poicephalus fuscicollis \| \| Vorlage:Klade/Wartung/3 \| \| |
|                         | \| \| Poicephalus gulielmi \| \| \| \| \| \| Poicephalus robustus \| \| \| \| \| \| Poicephalus fuscicollis \| \| Vorlage:Klade/Wartung/3 \| \| |
|                         | Poicepalus flavifrons |
|                         | |
|                         | Poicephalus gulielmi |
|                         | |
|                         | Poicephalus robustus |
|                         | |
|                         | Poicephalus fuscicollis |
| Vorlage:Klade/Wartung/3 | |

|                         | Poicephalus gulielmi    |
|                         |                         |
|                         | Poicephalus robustus    |
|                         |                         |
|                         | Poicephalus fuscicollis |
| Vorlage:Klade/Wartung/3 |                         |

|  | Poicephalus senegalus   |
|  |                         |
|  | Poicephalus rufiventris |
|  |                         |

|                         | Poicephalus cryptoxanthus |
|                         |                           |
|                         | Poicephalus meyeri        |
|                         |                           |
|                         | Poicephalus rüppellii     |
| Vorlage:Klade/Wartung/3 |                           |

|  | Poicephalus senegalus   |
|  |                         |
|  | Poicephalus rufiventris |
|  |                         |

|                         | Poicephalus cryptoxanthus |
|                         |                           |
|                         | Poicephalus meyeri        |
|                         |                           |
|                         | Poicephalus rüppellii     |
| Vorlage:Klade/Wartung/3 |                           |

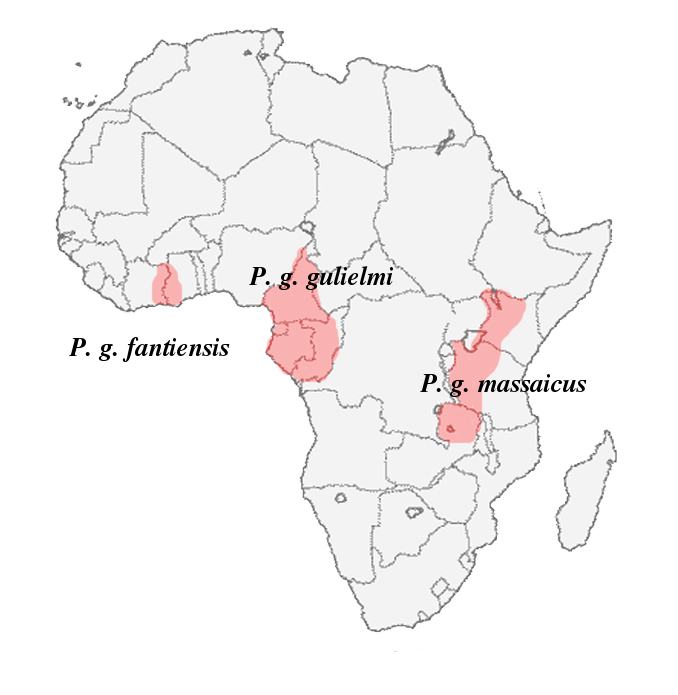
Verbreitungsgebiet der Unterarten

Folgende Unterarten werden für den Kongopapagei beschrieben:
- Poicephalus gulielmi gulielmi  (Jardine, 1849)
- Poicephalus gulielmi massaicus  Fischer & Reichenow, 1884
- Poicephalus gulielmi fantiensis  Neumann, 1908
- Poicephalus gulielmi permistus  Neumann, 1931